# Kurt Schreinert
Kurt Schreinert (* 16. Juli 1901 in Brandenburg/Havel; † 12. Februar 1967 in Göttingen) war ein deutscher Literaturwissenschaftler und Fontane-Forscher.

## Leben
Kurt Schreinert wurde am 16. Juli 1901 in Brandenburg/Havel geboren. Sein Vater war der Postinspektor Otto Schreinert, seine Mutter Emma Schreinert, geborene Schröder. Er besuchte das Luisenstädtische Gymnasium in Berlin und legte dort 1921 sein Abitur ab. Von 1921 bis 1927 studierte er Philosophie, Geschichte und Deutsche Philologie in Berlin. 1929 promovierte Schreinert in Berlin über Jean Pauls „Siebenkäs“ bei
Julius Petersen; seine Dissertation erschien im gleichen Jahr in Weimar als Druck.
Schreinert heiratete 1929. Seine Ehefrau Annemarie, geb. Demus, unterstützte ihn später als Lektorin bei seiner Editionstätigkeit. Von 1929 bis 1940 arbeitete Schreinert als Lektor für Deutsch an der Universität Tartu/Dorpat in Estland. In der Zeit von Oktober 1931 bis Mai 1932 hielt er in Tartu Vorlesungen im Auftrag der estländischen Deutschen Kulturverwaltung. Schreinert hatte von 1932 bis 1940 die ständige Vertretung des Ordinariats für deutsche Sprache und Literatur an der Universität Tartu inne.
1939 wurde Schreinert in Greifswald habilitiert. Der Titel seiner Habilitationsschrift lautet „Studien zu den Vergangenheitsromanen der Benedikte Naubert. Ein Beitrag zur Entstehungsgeschichte des historischen Romans in Deutschland.“ Im Juni 1940 wurde Schreinert zum Stiftungsprofessor des Deutschen Reiches für deutsche Sprache, Literatur und Kunst an der Universität Tartu/Dorpat ernannt. Er konnte diese Stelle jedoch nicht antreten, da er sich im Sommer 1940 auf einer Studienreise in Deutschland befand und seine Rückkehr an die Universität Tartu/Dorpat wegen der sowjetischen Annexion Estlands im Zuge des Hitler-Stalin-Paktes nicht mehr möglich war. So blieb er bis Anfang 1941 stellungslos in Berlin.
Im März 1941 erhielt er dann einen besoldeten Lehrauftrag für niederdeutsches Schrifttum und niederdeutsche Kulturgeschichte an der Universität Göttingen, war ab April dort Dozent und ab Juni Diätendozent. Im April 1942 wurde er zum Kriegsdienst als Soldat des Landesschützenbataillons Hildesheim eingezogen, dann jedoch noch im gleichen Jahr »uk« (d. h. unabkömmlich) gestellt, und war ab Dezember 1942 als außerplanmäßiger Professor für Deutsche Philologie wieder in Göttingen tätig.
Von Februar 1943 bis März 1944 war Schreinert Referent für Wissenschaft und Forschung im Bereich Kulturpolitik in Litauen (im November 1942 beauftragt vom Reichsministerium für die besetzten Ostgebiete). Im Dezember 1944 wurde Schreinert wieder zur Wehrmacht eingezogen. Von Mai bis August 1945 befand er sich sowjetischer Kriegsgefangenschaft, konnte aber bereits im Entlassungsmonat wieder als Diätendozent für Deutsche Philologie an der Universität Göttingen tätig werden.
Seit 1934 war Schreinert Mitglied der NSDAP, wahrscheinlich auch Leiter des Dorpater Parteistützpunkts der NSDAP; außerdem wurde er Mitglied im NS-Dozentenbund (NSDDB). 1946 erfolgte seine Entnazifizierung; Göttingen, zu jener Zeit sein Wohn- und Arbeitsort, lag in der britischen Besatzungszone.
Schreinert gab 1954 Theodor Fontanes Briefe an Georg Friedlaender heraus, die einen wesentlichen Anstoß zur Wiederbelebung der Fontane-Forschung nach dem Zweiten Weltkrieg gaben. Neben seiner Lehrtätigkeit wurde Schreinert Leiter der Forschungsarbeit für die Nymphenburger Fontane-Ausgabe (NFA), die unter dem Titel „Theodor Fontane. Sämtliche Werke“, in den Jahren von 1959 bis 1975 in 30 Bänden erschien; außerdem edierte er weitere Schriften zum Thema Fontane. Für seine diesbezüglichen Forschungen reiste er mehrfach in die DDR und hielt Kontakt zum Theodor-Fontane-Archiv in Potsdam. 1961 wurde Schreinert Wissenschaftlicher Rat und Professor für Deutsche Philologie, 1964 planmäßiger außerordentlicher Professor für Deutsche Philologie, insbesondere germanische Bibliographie, Textkritik und Editionstechnik an der Universität Göttingen. 1966 ging Schreinert in den Ruhestand.
Schreinert war Mitglied im Deutschen Germanistenverband sowie der Deutschen Schillergesellschaft Marbach/Neckar.
Am 12. Februar 1967 verstarb er im Alter von 66 Jahren in Göttingen. Seine Witwe Annemarie Schreinert, Charlotte Jolles, Jutta Neuendorff-Fürstenau, Rainer Bachmann, Peter Bramböck, Edgar Groß u. a. führten seine begonnenen Editionswerke nach seinem Tod zu Ende.

## Veröffentlichungen
(Quelle: )

### Selbständige Publikationen
- Goethes letzte Wandlung. Festrede bei der Goethe-Feier der Universität Dorpat. Dorpat 1932. ‒ Acta et Commentationes Universitatis Tartuensis (Dorpatensis), S. 113.

### Aufsätze (Auswahl)
- Allerlei Ungedrucktes über und von Theodor Fontane ‒ In: Jahrbuch der Deutschen Schillergesellschaft, Band 4 (1960), S. 377‒399
- Die Fontane-Neuerwerbungen der Stiftung Preußischer Kulturbesitz ‒ In: Jahrbuch der Stiftung Preußischer Kulturbesitz 1963, S. 115‒122.
- Briefe von Georg und Hans Friedlaender an Friedrich Fontane. Mitgeteilt von Kurt Schreinert † in Göttingen ‒ In: Fontane Blätter, Band 1, Heft 4, 1967, S. 109‒138.

### Herausgeberschaft
- Theodor Fontane. Sämtliche Werke (Nymphenburger Ausgabe). 1959‒1967 Leiter der Forschungsarbeit. Darin:
  - Bände 9‒12 (1960): Wanderungen durch die Mark Brandenburg I-IV. Unter Mitwirkung von Kurt Schreinert herausgegeben von Edgar Gross;
  - Band 13 (1960): Fünf Schlosser. Altes und Neues aus Mark Brandenburg. Unter Mitwirkung von Kurt Schreinert herausgegeben von Edgar Gross;
  - Band 20 (1962): Balladen und Gedichte. Von Kurt Schreinert zusammen mit Edgar Gross herausgegeben;
  - Band 17 (1963): Aus England und Schottland. Unter Mitwirkung von Kurt Schreinert herausgegeben von Charlotte Jolles;
  - Band 21.1 (1963): Literarische Essays und Studien I. Gesammelt und herausgegeben von Kurt Schreinert;
  - Bände 22.1‒22.3 (1964‒1967): Causerien über Theater I-III. Teil I und II unter Mitwirkung von Kurt Schreinert herausgegeben von Edgar Gross; Teil III unter Mitwirkung von Kurt Schreinert herausgegeben von Edgar Gross in Verbindung mit Rainer Bachmann;
  - Band 15 (1967): Von Zwanzig bis Dreißig. Autobiographisches. Zusammen mit Jutta Neuendorff-Fürstenau herausgegeben von Kurt Schreinert;
  - Weitere Bände nach dem Tode von Kurt Schreinert unter Benutzung der von ihm gesammelten Materialien.

### Editionen (Auswahl)
- Jean Paul, Blumen-, Frucht- und Dornenstücke (Siebenkäs). Weimar 1928. (= Sämtliche Werke. Historisch-kritische Ausgabe / Abt. 1 Zu Lebzeiten des Dichters erschienene Werke; Band 6)
- Johann Heinrich Pestalozzi, Schriften aus der Zeit von 1799–1801. Bearbeitet von Herbert Schönebaum und Kurt Schreinert. Berlin, Leipzig 1932. (= Sämtliche Werke. Kritische Ausgabe; Bd. 13)
- Jean Paul, Des Feldpredigers Schmelzle Reise nach Flätz [u. a.]. Weimar 1935. (= Sämtliche Werke. Historisch-kritische Ausgabe / Abt. 1 Zu Lebzeiten des Dichters erschienene Werke; Band 13)
- Jean Paul, Herbst-Blumine. Weimar 1942. (= Sämtliche Werke. Historisch-kritische Ausgabe / Abt. I: Zu Lebzeiten des Dichters erschienene Werke; Bd. 17)
- Achim von Arnim u. Clemens Brentano, Des Knaben Wunderhorn. Texte und Vorlagen in Auswahl, hrsg. Göttingen 1947. ‒ Göttinger Lesebogen zur deutschen Literaturgeschichte / Reihe 2; 3.
- Theodor Fontane, Briefe an Georg Friedländer. Herausgegeben und erläutert von Kurt Schreinert. Heidelberg 1954
- Wilhelm Raabe, Die Leute aus dem Walde. Bearbeitet von Kurt Schreinert. Göttingen 1962. In: Sämtliche Werke. Braunschweiger Ausgabe, Band 5
- Theodor Fontane, Unbekannte Briefe. Berlin 1964
- Theodor Fontane, Briefe. Erste wort- und buchstabengetreue Edition nach der Handschrift. Herausgegeben von Kurt Schreinert. Zu Ende geführt und mit einem Nachwort versehen von Charlotte Jolles. 4 Bände. Berlin 1968‒1971
- Fontane. Nymphenburger Taschenbuch-Ausgabe in 15 Bänden. Kommentiert von Kurt Schreinert, zu Ende geführt von Annemarie Schreinert. München 1969‒1978.
- Mitarbeit an Lexika/Handbüchern
- Neue Deutsche Biographie (NDB). Darin:
  - Bd. 1 (1953): Joachim Beccau
  - Bd. 2 (1955): Friedrich Justin Bertuch, Friedrich von Blankenburg, Christoph Bode, Ernst Theodor Brückner, Gottfried August Bürger, Hinrich Borkenstein;
  - Bd. 3 (1957): Franz Callenbach;
  - Bd. 5 (1961): Theodor Fontane.

- Die großen Deutschen. Deutsche Biographie. Bd. I. Hrsg. v. Hermann Heimpel, Theodor Heuß u. Benno Reifenberg, 1956. Darin:
  - Bearb. des Grimmelshausen-Artikels von Julius Petersen
- Encyclopaedia Britannica, 1962. Darin: (Auswahl)
  - Sophie von La Roche

### Mitarbeit an Festschriften
- Heinrich Mutschmann, 1951
- Pekka Katara, 1952
- Emil Öhmann, 1954
- Hans Wohltmann, 1954
- Ferdinand Josef Schneider, 1956
- Leopold Magon, 1958
- Eduard Berend, 1959
- Karl Hoppe, 1962

## Würdigungen
Thomas Mann begrüßte in seinem Essay „Noch einmal der alte Fontane“ begeistert die Herausgabe der Briefe Fontanes an Friedlaender im Jahre 1954. Er nannte die Publikation „ein der Fontaneforschung höchst dienliches Werk, eine mustergültige Edition mit großem Erläuterungsapparat, genauem Personenregister und einer schönen Einleitung“.
Die Mitarbeiter des Theodor-Fontane-Archivs und die Redaktion der »Fontane-Blätter« reagierten 1967 erschüttert auf den Tod Schreinerts, bezeichneten ihn in ihrem Nachruf als „Senior der Fontaneforschung“ und hoben seine Verbindung zum Archiv hervor.
Im Nachwort zur Neuausgabe der Fontane-Briefe an Friedlaender 1994 äußerte deren Herausgeber Walter Hettche: „In der Tat war die Publikation dieser Briefe (…) eine kleine literarische Sensation, und die Forschung ist sich darüber einig, daß Kurt Schreinerts Edition die in den späten 50er und frühen 60er Jahren beginnende und bis heute anhaltende ‚Fontane-Renaissance‘ eingeleitet hat.“
Joachim Schobeß, von 1950 bis 1980 Leiter des Theodor-Fontane-Archivs Potsdam, erinnerte 1987 anlässlich des zwanzigsten Todestages von Schreinert: „Kurt Schreinerts Potsdamer Arbeitsfrüchte schlugen sich in zahlreichen Veröffentlichungen …, besonders jedoch in der sogenannten Nymphenburger Fontaneausgabe, nieder. Wir gedenken in Dankbarkeit dieses gütigen Menschen und hervorragenden Fontaneforschers, der durch die Herausgabe der ‚Friedlaenderbriefe‘ unser heutiges Gesamtbild des kritischen Realisten Theodor Fontane wesentlich bestimmt und bestätigt hat.“
Und Hanna Delf von Wolzogen, von 1996 bis 2017 Leiterin des Theodor-Fontane-Archivs, veröffentlichte auf den Webseiten der Kulturstiftung der Länder u. d. T. „Und dazu der alte Fontane“: „Kurt Schreinert hatte 1954 mit dem Band ‚Theodor Fontane. Briefe an Friedlaender‘ die erste ungekürzte Briefedition vorgelegt und damit das Augenmerk auf die Editionspraxis der Fontane-Erben gelenkt. Heute spricht man von einer Fontane-Renaissance, wenn von den großen Fontane-Ausgaben der 1960er und 70er Jahre die Rede ist. Die ‚Briefe an Friedlaender‘, im Verein mit jener Fotografie, die den im Lehnstuhl sitzenden Thomas Mann bei der Lektüre des Bandes zeigt, sind inzwischen zu Ikonen der Fontane-Verehrung geworden…“